# Distrito histórico de la Ciudad Vieja
El Distrito Histórico de la Ciudad Vieja es un distrito histórico ubicado en Selma, Alabama. Fue agregado al Registro Nacional de Lugares Históricos el 3 de mayo de 1978.

## Historia y descripción

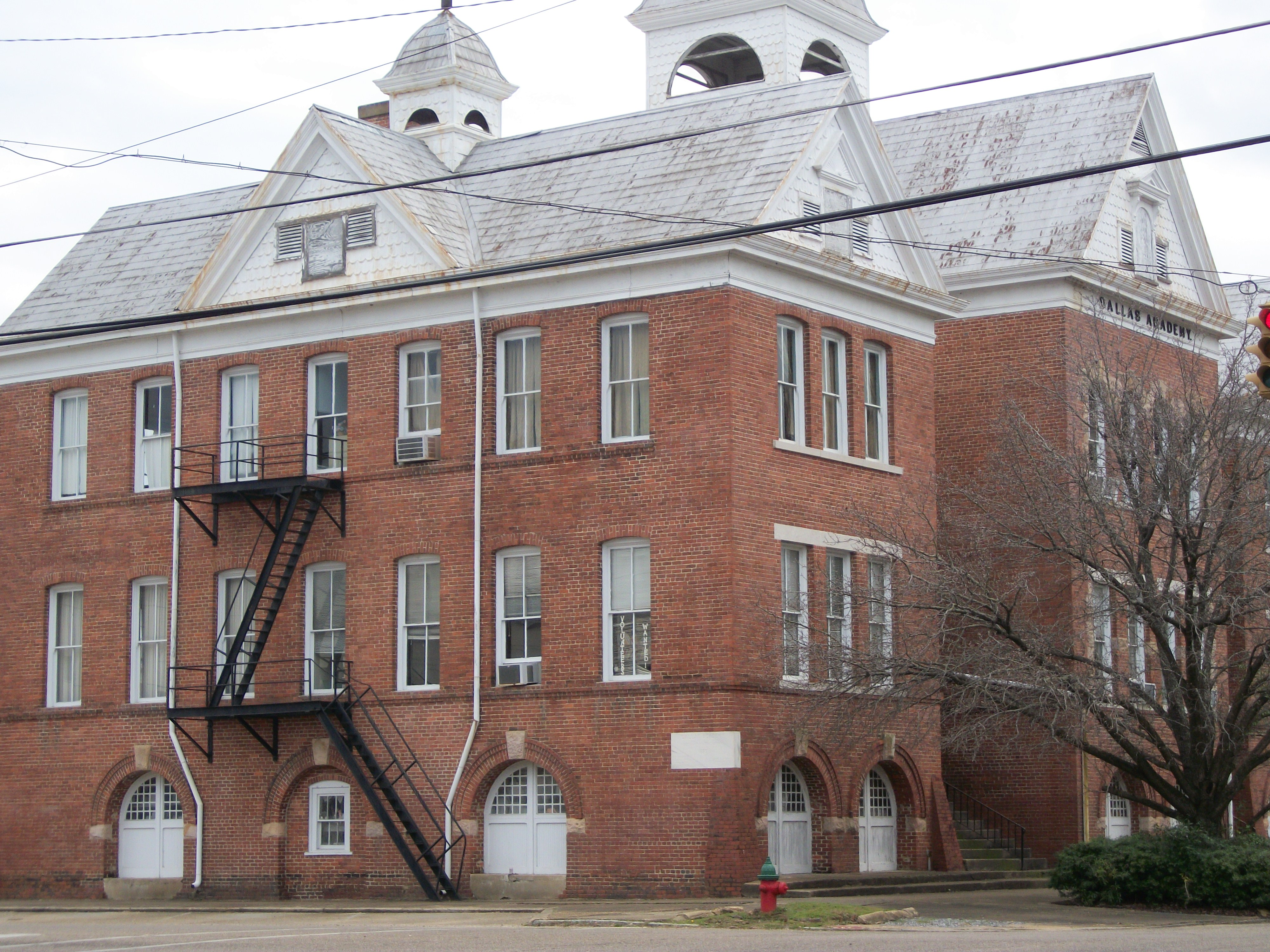
Edificio de la Academia Dallas en 2012.

El distrito tiene una extensión de 323 acre (130,7 ha) y está delimitado por la Ruta 80, las calles Broad y Franklin, y las avenidas Dallas y Selma. Los límites se ampliaron el 15 de diciembre de 2003.
El distrito incluye ejemplos arquitectónicos del neogriego, estilo federal, italianizante, neogótico, victoriano, reina ana, neorrománico, neorrenacentista y neoclásico. Contiene 629 propiedades, con 513 contribuyentes y 116 no contribuyentes al distrito. Fue agregado al Registro Nacional de Lugares Históricos el 3 de mayo de 1978.
La Academia Dallas era una escuela privada en Selma. El edificio de la escuela fue construido alrededor de 1889 y es una propiedad que contribuye al distrito histórico del casco antiguo.